# Breit
Pour les articles homonymes, voir Breit (homonymie).
Breit est une municipalité allemande située dans le land de Rhénanie-Palatinat et l'arrondissement de Bernkastel-Wittlich.